# Escudo del Sarre
Este artículo se refiere al escudo de armas del Estado federado alemán del Sarre.

## Descripción
El escudo de armas del Sarre está cuarteado:
- El primer cuartel muestra el escudo de armas del príncipe de Nassau-Saarbrücken, un león de plata con corona de oro, entre nueve cruces de pata. El escudo es azul. Representa la ciudad distrito de Saarbrücken y el distrito de Neunkirchen.
- El segundo cuartel muestra el escudo de armas del príncipe elector, arzobispo de Tréveris, en Tréveris. La carga es una cruz roja tridimensional. Las armas están avanzadas a los ejes. Representa los distritos de Merzig-Wadern y St. Wendel.
- El tercer cuartel muestra el escudo de armas del ducado de Lorena y representa el distrito de Saarlouis. Muestra tres alerions en una banda roja, en un campo amarillo.
- El cuarto cuartel, el escudo de armas del príncipe elector del Palatinado, representa el distrito de Saarpfalz, que una vez fue parte del Palatinado. El escudo negro está cargado con un león rampante amarillo, cuyas garras y lengua están pintadas en rojo.

La base legal actual para el uso del escudo de armas es:

El parlamento del Estado del Sarre ha aprobado la siguiente ley, que aquí está promulgada:

El escudo de armas del Estado (apéndice 1) muestra en un escudo semiredondo cuarteado en cruz, desde la posición del portador:
1. diestro en jefe: en campo de azur, sembrado de cruces de plata, un león de plata coronado de oro y lampasado de gules,
2. siniestro en jefe: en campo de plata, una cruz gironada de gules,
3. diestro base: en campo de oro, en una banda de gules tres alerions de plata,
4. siniestro base: en campo de sable, un león de oro coronado, armado y lampasado de gules.

Saarbrücken, 10 de diciembre de 2001
Gobierno del estado Müller (Primer Ministro); Kramp-Karrenbauer (Ministro del Interior y Deportes)